# Reserves de la Biosfera dels Països Catalans
Les Reserves de la Biosfera dels Països Catalans són uns elements d'especial protecció que formen part d'una xarxa mundial de la UNESCO, amb el títol de Reserva de la Biosfera. Son una xarxa d'àrees geogràfiques representatives dels diferents hàbitats del planeta, abraçant tant ecosistemes terrestres com marítims, que s'inclou dins del Programa Home i Biosfera (MAB), iniciat per la UNESCO el 1971 amb l'objectiu de conciliar la conservació de la natura i l'ús dels recursos naturals, esbossant el concepte actual de desenvolupament sostenible.
Els Països Catalans compten amb unes set reserves, a 2023.

## Andorra
- Ordino (8.473 hectàrees) fou declarat reserva de la biosfera el 2020.[1]

## Catalunya

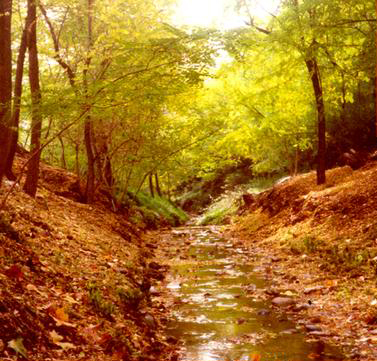
Massís del Montseny

- Massís del Montseny (30.117 ha[1] o 30.120 ha[5]). Fou declarat reserva de la biosfera el 1978,[1] i per tant, fou la primera de Catalunya i dels Països Catalans.
- Terres de l'Ebre (367.729 ha). Fou declarat el 2013,[1] i inclou les comarques del Montsià i Baix Ebre (zona del delta de l'Ebre), la Ribera d'Ebre i Terra Alta. Comprèn tres espais naturals protegits, que formen el nucli de la reserva: el Parc Natural del Delta de l'Ebre, el Parc Natural dels Ports (muntanyes dels Ports de Tortosa-Beseit), i l'Espai d'interès natural de la Serra de Cardó.[6]
- A 2023, la Vall d'Aran està tramitant la petició per ser inclosa en la xarxa de les reserves de la biosfera.[7]

## Illes Balears
- Reserva de la biosfera de Menorca (514.000 ha). Tota l'illa de Menorca i el seu entorn marí son reserva de la biosfera. Fou declarada el 1993, després expandida en territori el 2004 i el 2019,[8] fins a assolir els 514.000 hectàrees, convertint la part marítima en la reserva marina més gran del Mediterrani.[9]

## País Valencià
- Reserva de la biosfera de l'Alt Túria (declarat el 2019)[9][8]
- Reserva de la biosfera de la vall del Cabriol (declarat el 2019)[9][8]
- Els Columbrets o les illes Columbretes, en canvi, encara no son reserva de la biosfera a 2023, tot i que s'ha presentat una iniciativa a les Corts Valencianes per demanar-ho.[10]